# Juan Francisco de Güemes y Horcasitas

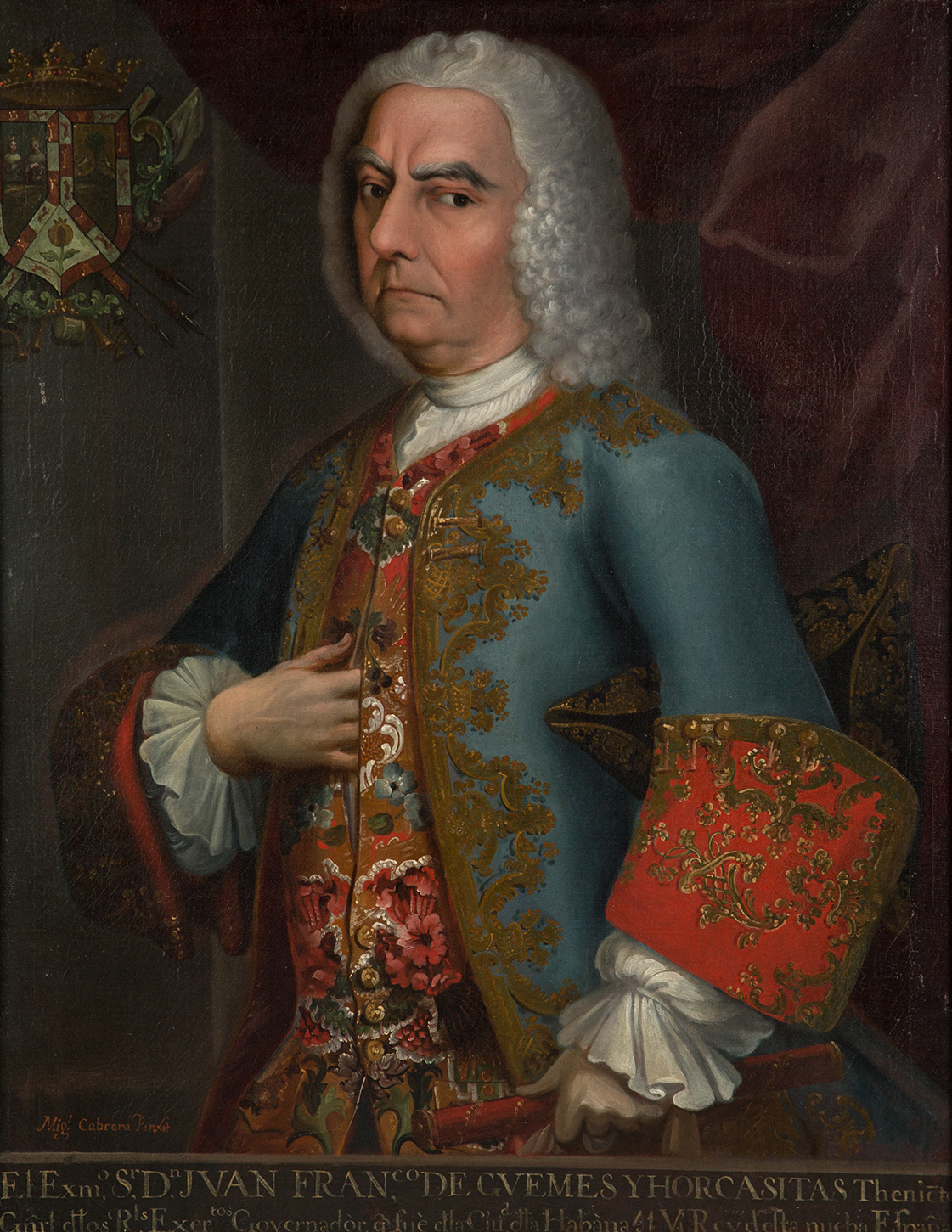
Juan Francisco de Güemes y Horcasitas

Juan Francisco de Güemes y Horcasitas, Graf (spanisch: conde) von Revillagigedo, (* 16. Mai 1681 in Reinosa, Provinz Kantabrien, Spanien; † 27. November 1766 in Madrid, Spanien) war ein spanischer Offizier und Kolonialverwalter, der als Gouverneur von Kuba und Vizekönig von Neuspanien amtierte.

## Leben

### Herkunft und Familie
Juan Francisco de Güemes entstammte einer Familie des spanischen Adels. Sein Vater, der früh starb, war Francisco de Güemes Cordón, seine Mutter Francisca de Horcasitas Sáenz de Villa de Mollinedo.
Ende 1733 heiratete er Maria Pacheco de Padilla, mit der er acht Kinder hatte. Seine beiden ältesten Söhne erbten seinen Grafentitel.

### Militärkarriere in Europa
Juan Francisco de Güemes trat als Kadett 1699 in den Dienst der spanischen Armee. Im März 1702 nahm er im Rahmen des Spanischen Erbfolgekrieges am Feldzug von König Philipp V. in Neapel teil und blieb dort bis 1704.
Ab 1704 war er in Galicien eingesetzt und wurde im Jahr darauf zum Hauptmann der Infanterie befördert. Weitere Einsätze folgten in Portugal und der Extremadura. Er nahm an der Einnahme von Alcántara und Ciudad Rodrigo teil und hatte 1710 wesentlichen Anteil am für die Bourbonen siegreichen Ausgang der Schlacht bei Villaviciosa. Im Juni 1711 wurde er zum Generalleutnant erhoben und verbrachte die Zeit der Friedensverhandlungen 1713/1714 in Katalonien.
1717 kämpfte er unter José de Patiño y Morales in Sardinien, als die Spanier die Insel von den kaiserlichen Truppen eroberten. Ende 1717 ernannte man ihn zum Obersten des Regiments von Granada, mit dem er Einsätze in Sizilien und Ceuta hatte. Danach wurde das Regiment nach Granada verlegt, wo es bis 1731 blieb und zwischenzeitlich (erfolglos) Gibraltar belagerte. Dieser Feldzug brachte Juan Francisco Güemes die Beförderung zum Infanterie-Inspekteur von Aragón, Navarra und Gipuzkoa.
Im Sommer 1732 nahm er am Feldzug und der Einnahme von Oran in Algerien teil. Hier traf er erstmals auf den späteren spanischen Regierungschef Zenón de Somodevilla y Bengoechea, mit dem ihm seitdem eine tiefe Freundschaft verband.

### Amtszeit als Gouverneur von Kuba
José de Patiño ernannte ihn im Februar 1733 zum Gouverneur von Kuba. Am 3. Dezember wurde er noch zum Feldmarschall befördert und heiratete zum Ende des Jahres.
Anfang Januar 1734 schiffte er sich von Cádiz aus Richtung Havanna ein. Die Überfahrt dauerte länger als gewöhnlich, und Güemes konnte sein Amt erst am 18. März 1734 übernehmen. Havanna war ein wichtiger Hafen im transatlantischen Schiffsverkehr zwischen dem Mutterland und den Kolonien in Amerika. Güemes ließ den Hafen von Havanna ausbauen; sein Vorschlag, auch eine Stadtmauer auf der Landseite zu errichten, wurde aber vom Hof abgelehnt.
1739 erklärte England den War of Jenkins’ Ear. Die Briten entsandte eine Flotte unter Befehl von Edward Vernon, die den Spaniern schwer zusetzte. Portobelo fiel in englische Hand, aber auch Cartagena (Kolumbien), Santiago de Cuba und Havanna waren englischen Angriffen ausgesetzt. Güemes hatte in seinen ersten Jahren viel Energie darauf gesetzt, die Leistungsfähigkeit des Militärs zu erhöhen. So gelang es, die Engländer von einer Invasion zurückzuschlagen.
Aber auch Wirtschaft und Handel litten unter dem langen Krieg. 1741 gründete man die Real Compañia de la Habana, eine staatliche Wirtschaftseinheit, die mit dem Handel von Tuchen aus Spanien, dem Verkauf von Tabak, dem Bau von Schiffen sowie dem Sklavenhandel zusätzliche Erträge in die Staatskasse brachte.
Im Mai 1745 erlitt Güemes einen Schlaganfall, der ihn zwang, seine Amtsgeschäfte zwei Monate aufzugeben. Mit Urkunde vom 23. November 1745 wurde er zum Vizekönig von Neuspanien benannt, nachdem er den Posten als Generalkapitän des Vizekönigreichs Neugranada abgelehnt hatte.

### Amtszeit als Vizekönig von Spanien
Im Juli 1746 hielt Güemes seinen formellen Einzug in Mexiko-Stadt. Zu seinen ersten Aufgaben zählte die Organisation der Trauerfeierlichkeiten für König Philipp V., der in Spanien gestorben war, sowie die Proklamation des Nachfolgers, Ferdinand VI. in der Kolonie.

#### Außenpolitik
Der Krieg zwang Güemes dazu, in Madrid weitere Erhöhungen von Steuern und Abgaben zu beantragen. In Europa hatte mittlerweile der Österreichische Erbfolgekrieg begonnen, der auf dem amerikanischen Kontinent zu King George’s War zwischen Briten und Franzosen führte. Die Spanier mussten fürchten, dass die Briten wieder das mit Frankreich verbündete Spanien angreifen würden. 1747 hieß es, eine englische Flotte sei aus Portsmouth in Richtung Antillen abgesegelt. Vizekönig Güemes ließ daher bei Belize und Campeche spezielle Vorsicht walten: Es wurde untersagt Landkarten und Pläne zu verbreiten, auf denen Befestigungsanlagen verzeichnet waren, die dem Feind in die Hände fallen könnten. Mit dem Frieden von Aachen (1748) endeten die Feindseligkeiten. Auch die Armada de Barlovento, die Küsten und Schifffahrtswege in der Karibik schützen sollte, wurde aufgelöst.
Trotz des Bündnisses mit Frankreich achtete Güemes darauf, dass keine französischen Siedler aus Louisiana (Kolonie) sich auf neuspanischem Gebiet niederließen. Eine Expedition unter José de Escandón errichtete als Bollwerk Siedlungen in Nuevo Santander, dem heutigen Tamaulipas.

#### Wirtschaftspolitik
Die hohen Abgaben wegen der langen Kriegsführung belasteten die Wirtschaftsleistung der Kolonie. Mit dem Aachener Frieden begannen Produktion und Handel wieder zu erblühen, und die Kolonialverwaltung unterstützte diese Entwicklung nach Kräften, etwa indem sie mehr Schiffe für den Handel zwischen Veracruz und Havanna bereitstellte.
Im Bergbau litten die Erträge der Minen unter Regenfällen und Überschwemmungen sowie der Ineffizienz in der Arbeitsorganisation. Weiters fehlte es an Quecksilber, das eingeführt werden musste und dessen hoher Preis die Abbaukosten in die Höhe trieb. Zwar wurden neue Silbervorkommen in Bolaños (Jalisco) entdeckt, aber diese konnten die Gesamtleistung nicht ausgleichen.
Da die Kolonialverwaltung regelmäßig Silbermünzen als Abgaben nach Spanien lieferte, herrschte Münzmangel. Güemes ließ 150.000 Silberpesos pressen, die nur in  Neuspanien zirkulieren durften. Um die Steuereinnahmen zu verbessern, gestattete er wieder das Kartenspiel, das sein Vorgänger verboten hatte (Spielkarten waren besteuert).
Der Schmuggel und Schwarzhandel blühte in jener Zeit. Güemes befahl, alle einfahrenden Schiffe intensiv zu durchsuchen, aber die Schmuggler konnten diese Maßnahmen leicht umgehen, indem sie ihre Fracht auf kleine Boote umluden und an versteckten Buchten an Land brachten.

#### Innenpolitik
In der Provinz Sonora musste die Kolonialverwaltung bei Streitigkeiten zwischen Missionaren und Siedlern schlichten. 1752 kam es zu einem Aufstand unter den Pima im heutigen Arizona (Pimería Alta), der mit militärischen Mitteln niedergeschlagen wurde.
Eine wegweisende Reform, die Güemes initiierte, betraf die Verwaltung der Kolonie: Er ließ zwischen zivilen und religiösen Dokumenten trennen, während die Kirchen bis dahin alle Dokumente gepflegt und verwaltet hatten. Die Trennung führte dazu, dass für nicht-religiöse Dokumente das Archivo General de la Nación (das allgemeine Staatsarchiv) gegründet wurde.

### Späte Jahre in Spanien
Mit Hinweis auf sein hohes Alter und seine angeschlagene Gesundheit erbat Güemes 1751 seine Ablösung. Diese wurde ihm aber erst spät gewährt: Mitte 1755 traf sein Nachfolger Agustín Ahumada y Villalón in Veracruz ein. Nach einer sorgfältigen Übergabe der Amtsgeschäfte machte sich Güemes auf den Weg zurück nach Europa. Er reiste über Havanna und traf Anfang August 1756 in Cádiz ein.
Seine Amtszeit wird allgemein gelobt. Nach Abschluss seiner Regierung wurde ihm Korruption vorgeworfen, aber nicht nachgewiesen.
König Ferdinand VI. erhob ihn zum Dank für seine Leistungen zum Grafen von Revillagigedo. Zunächst übernahm er in Spanien das Amt des Militärkommandanten von Madrid, später wurde er Generalkapitän des spanischen Heeres und Vorsitzender des spanischen Kriegsrates. Auch mit der Übernahme der Krone durch Karl III. behielt er seine Ämter.
Im November 1766 starb er in Madrid.